# Eumelea marginata
Eumelea marginata là một loài bướm đêm trong họ Geometridae.